# Outwitting Dad
Outwitting Dad er en amerikansk stumfilm fra 1914 af Arthur Hotaling.

## Medvirkende
- Oliver Hardy som Reggie Kewp.
- Frances Ne Moyer som Lena Gross.
- Billy Bowers som Mr. Gross.
- Raymond McKee som Bob Kewp.